# Josef Bím
Josef Bím (24. ledna 1901 Vysoké nad Jizerou – 5. září 1934) byl československý voják a lyžař, skokan a sdruženář.

## Sportovní kariéra
Na I. ZOH v Chamonix 1924 skončil v severské kombinaci na 13. místě, ve skocích na lyžích na 26. místě a v závodě vojenských hlídek na 4. místě. Na II. ZOH ve Svatém Mořici 1928 skončil ve skocích na lyžích na 20. místě. Na mistrovství světa 1925 v Janských Lázních skončil v severské kombinaci na 5. místě a ve skocích na lyžích na 8. místě.